# Anergie (thermodynamique)

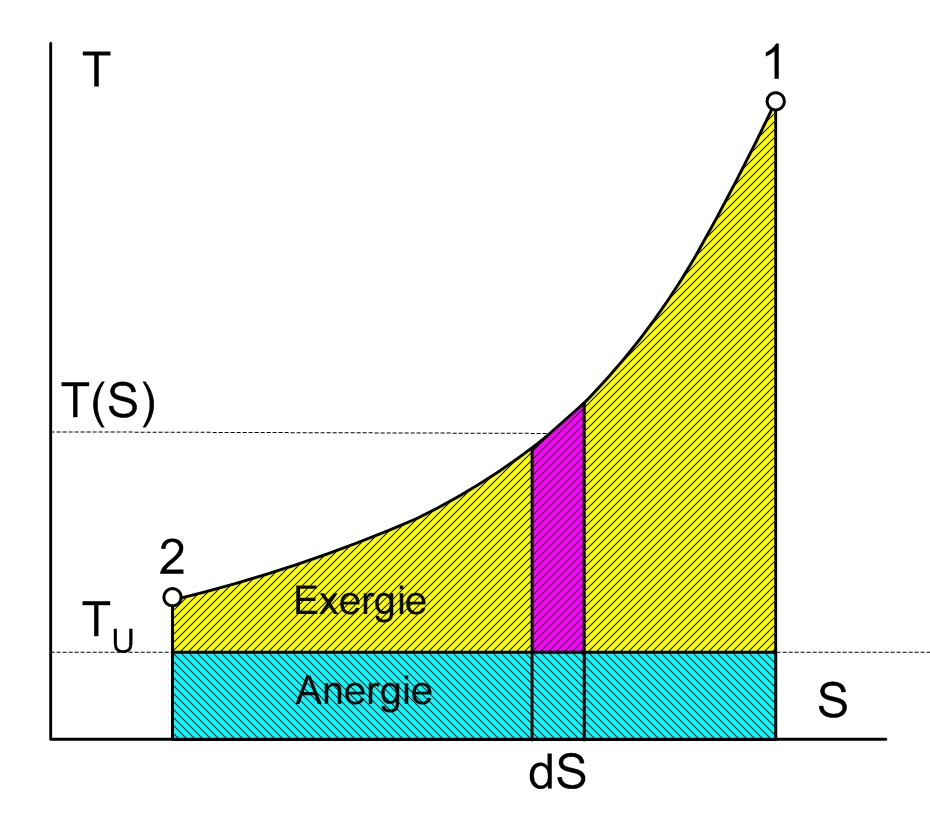
Relation entre l'anergie et l'exergie dans le diagramme T-S.

Pour l’article homonyme, voir Anergie, phénomène physiologique.
L'anergie est la composante de l'énergie qui ne peut effectuer aucun travail dans un processus thermodynamique.
Dans un moteur thermique idéal, c'est-à-dire à fonctionnement réversible, qui fonctionne entre une source de chaleur et un puits de chaleur (par exemple l'environnement plus froid), seule une partie de l'énergie thermique, à savoir l'exergie, peut être convertie en travail ; une autre partie (l'anergie) doit nécessairement être dissipée vers le puits de chaleur et ne peut alors plus être convertie en d'autres formes d'énergie. Dans les centrales thermiques, le puits de chaleur qui transfère l'anergie à l'environnement est, par exemple, une tour de refroidissement, un grand plan d'eau ou un réseau de chauffage urbain.
L'anergie est donc le résidu qui subsiste après l'extraction de l'exergie :
Énergie = Anergie + Exergie